# ル・グラン＝ケヴィイー
ル・グラン＝ケヴィイー （Le Grand-Quevilly）は、フランス、ノルマンディー地域圏、セーヌ＝マリティーム県のコミューン。

## 交通
1994年以来、ルーアンの路面電車 (fr) が乗り入れている。ジョルジュ・ブラック線が市内を南北に5駅を横断し、ピーク時には6分間隔で電車が来る。約20分でルーアン中心部へ行くことができる。ル・プティ＝ケヴィイーへは数分である。
バス路線2本は頻繁にあり、電車が直接乗り入れていない近郊コミューンをつないでいる。

## 由来
1027年頃、Chevilleiとして記された。12世紀初頭の中世ラテン語ではCavilleiumであった。ガリア人の人名Cabilliosからなる言葉であり、接尾辞-acumは位置と所有権を示す。

## 歴史
1154年、ルーアンの塩倉庫の親方シャルル・ド・ベックドリエーヴルがグラン＝ケヴィイーの領主となった。18世紀末にはベックドリエーヴル家がグラン＝ケヴィイー城を建設した。
第二次世界大戦中、住民は町を後にし、住宅は解体されたが、軍事要員の補充はなされた。
1947年より、市長トニー・ラリュは低所得者向け集合住宅と市立図書館建設に着手。1977年、ラリュは若いローラン・ファビウスを副市長に抜擢した。